# The Greatest Video Hits – Chapter One
The Greatest Video Hits – Chapter One es la mayor compilación de videos realizada por Backstreet Boys, contiene la mayoría de sus videos grabados entre 1995 y 2001, Su lanzamiento coincide con el lanzamiento de su álbum de grandes éxitos “The Hits - Chapter One” el cual fue realizado para que A.J. McLean se internara en una clínica para rehabilitarse de las drogas y para darle la posibilidad a Nick Carter de lanzar su disco solista Now or Never

## List Of Songs
1. Intro
2. We've Got It Goin' On
3. Anywhere For You
4. Get Down (You're The One For Me)
5. I'll Never Break Your Heart [U.S. Version]
6. Quit Playing Games (With My Heart)
7. Everybody (Backstreet's Back) [European Version]
8. As Long As You Love Me
9. All I Have To Give [European Version]
10. I Want It That Way
11. Larger Than Life
12. Show Me The Meaning Of Being Lonely
13. The One
14. Shape Of My Heart
15. The Call
16. More Than That
17. Credits

[U.S. Version]
1. Intro
2. Quit Playing Games (With My Heart)
3. As Long As You Love Me
4. Everybody (Backstreet's Back) [European Version]
5. I'll Never Break Your Heart [U.S. Version]
6. All I Have To Give [U.S Version]
7. I Want It That Way
8. Larger Than Life
9. Show Me The Meaning Of Being Lonely
10. The One
11. Shape Of My Heart
12. The Call
13. More Than That
14. Credits

- Datos: Q6144567